# Hans-Werner-Henze-Preis
Der Hans-Werner-Henze-Preis ist ein Musikpreis, der vom Landschaftsverband Westfalen-Lippe seit 1959 alle sechs Jahre verliehen wird. Er trägt den Namen des Preisträgers Hans Werner Henze (* 1926 † 2012) seit 2001 und hieß bis dahin Westfälischer Musikpreis. Mit ihm werden Musiker gefördert, die „herausragende Leistungen“ erbracht haben. Die Fördersumme beträgt 12.800 Euro.
Der Hans-Werner-Henze-Preis ist eine von fünf Auszeichnungen, die der Landschaftsverband Westfalen-Lippe regelmäßig an Künstler bzw. Forscher vergibt. Die weiteren Preise sind der seit 1953 alle zwei Jahre vergebene Annette-von-Droste-Hülshoff-Preis (Westfälischer Literaturpreis), der seit 1954 alle zwei Jahre vergebene Konrad-von-Soest-Preis (Westfälischer Kunstpreis), der seit 1979 alle drei Jahre vergebene Karl-Zuhorn-Preis sowie der seit 1983 jährlich vergebene Förderpreis für Westfälische Landeskunde.

## Preisträger
- 1959 Johannes Driessler
- 1965 Giselher Klebe
- 1970 Friedrich Gräsel
- 1977 Walter Steffens
- 1983 Rudolf Mors
- 1989 Michael Denhoff
- 1995 Hans Werner Henze
- 2001 Matthias Pintscher[1]
- 2007 Stefan Heucke[2]
- 2013 Enno Poppe[3]
- 2019 Robin Hoffmann